# Kolno (district)
Kolno  (powiat kolneński) is een district (powiat) in de Poolse woiwodschap Podlachië. Het district heeft een oppervlakte van 939,73 km² en telt 39.369 inwoners (2014).